# Боніфацій IX
Боніфа́цій IX (лат. Bonifacius IX; 1350 — 1 жовтня 1404) — папа римський (1389–1404), другий понтифік часів Західної схизми. Народився в Неаполі, Неаполітанське королівство. Представник шляхетного дому Томачеллі. Розпочав духовну кар'єру під протекцією папи Урбана VI. 1381 року рукоположений у єпископи його небожем, палестринським кардиналом Франческо Морікотті Прін'яні. До обрання папою був кардиналом-дияконом Церкви святого Юрія у Велабро (1381—1385) та кардиналом-священиком Церкви святої Анастасії (1385—1389). Після обрання розширив і укріпив Папську державу. Запровадив анати — щорічні високі податки на користь папської скарбниці. Відремонтував Замок святого Ангела. Поклав край муніципальній самостійності Рима. Приєднав Остію. Укріпив фортецями узбережжя Тірренського моря. Користувався підтримкою в Священній Римській імперії, Англії, Угорщині, Польщі та частині Італії. Підтримав Польщу в конфлікті з Тевтонським орденом, заборонив йому нападати на Литву. Вів боротьбу проти авінйонських антипап Климента VII і Бенедикта XIII, безуспішно намагаючись подолати схизму. Санкціонував відкриття Феррарського (1391) і Фермоського (1389), Вюрцбурзького університетів (1402), сприяв розвитку університетів в Ерфурті, Кельні і Гейдельберзі. Заснував богословську кафедру в Краківській академії (1397). Наказав відмічати по всій Церкві свято зустрічі Марії та Єлизавети. Канонізував Бридгіту Шведську. Помер в Римі. Похований у Базиліці святого Петра.

## Імена
- Боніфацій IX (лат. Bonifatius IX, Bonifacius Nonus; італ. Bonifacio IX) — тронне ім'я з порядковим номером. На папських печатках — BONI / FIATIUS: / P P: VIIII.
- Перріно / П'єтро Томачеллі (італ. Perrino / Pietro Tomacelli) — світське ім'я.

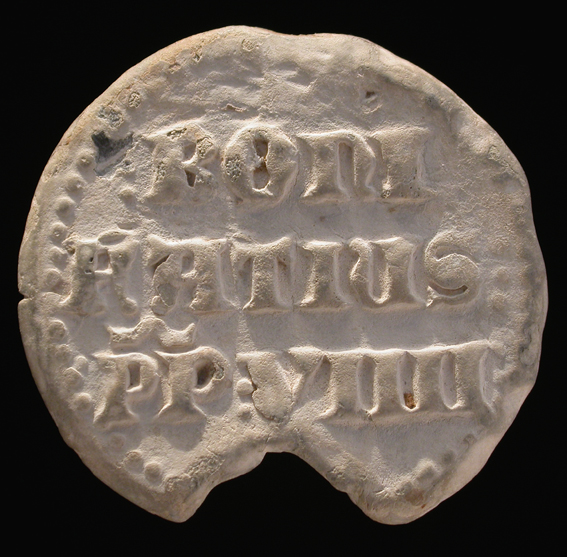
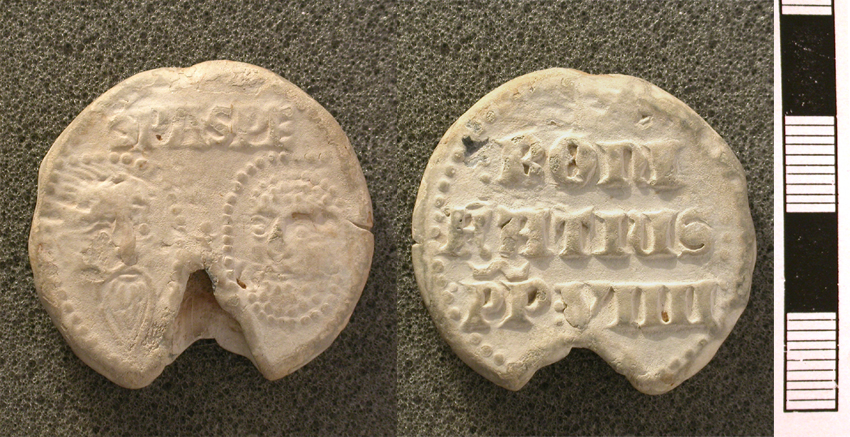
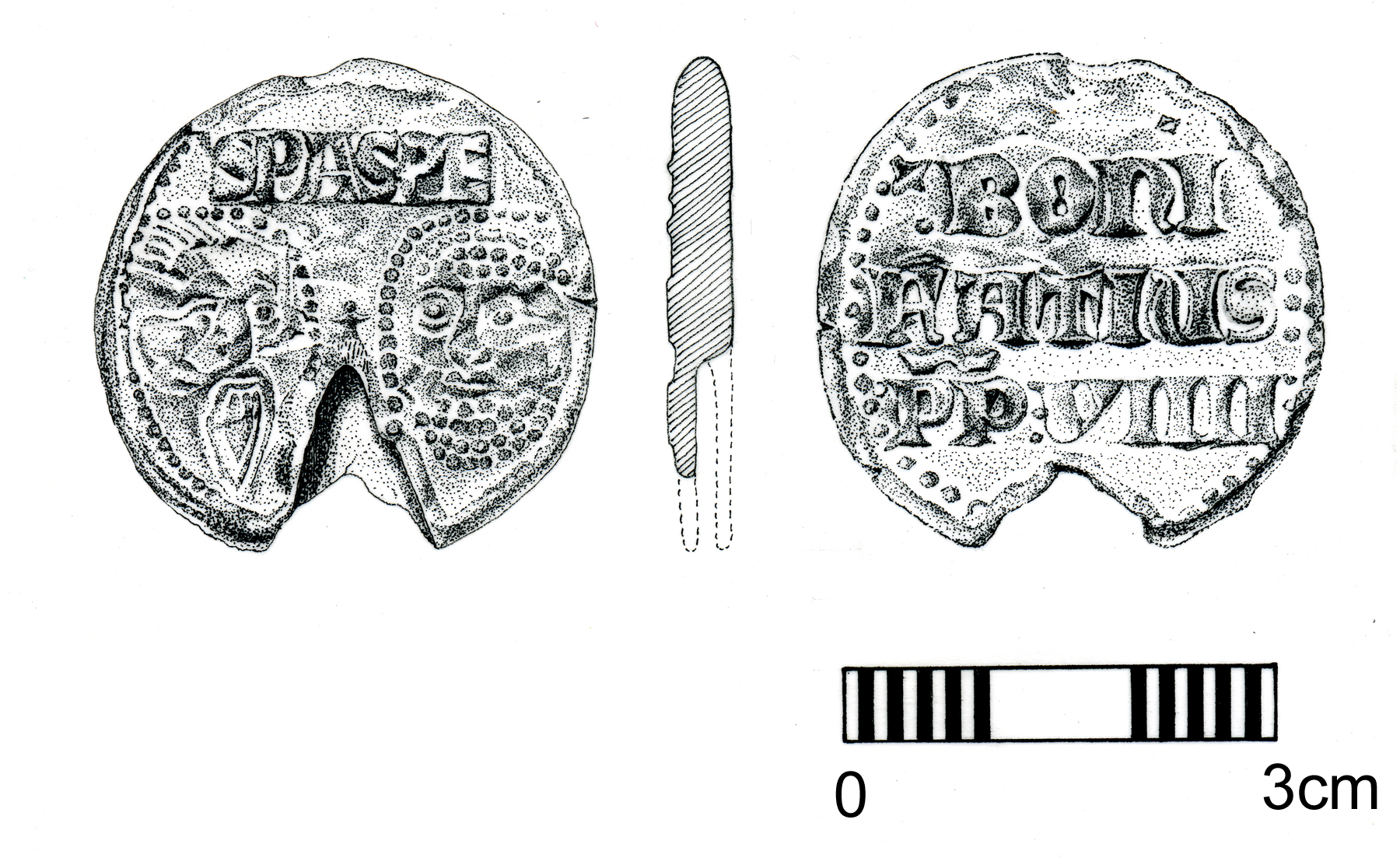
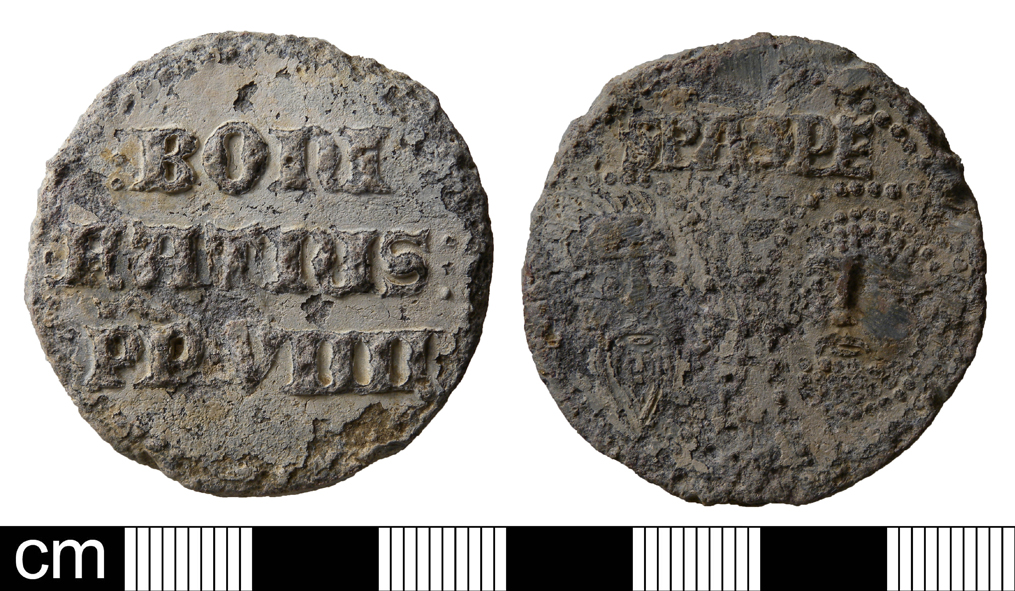

## Біографія

### Ранні роки
П'єтро Томачеллі народився близько 1350 року в Неаполі, Неаполітанське королівство. Він походив із давнього баронського, але збіднілого роду Томачеллі, бічної гілки дом Чібо. Його батьком був Джакомо Томачеллі, а матір — Гатрімола Філімаріні.
Нічого точного не відомо про ранні роки майбутнього папи. За його власними словами, він відвідував студію (Studium) в Неаполі. Те, що він був каноніком неапольського кафедрального собору, — сумнівно.
До Римської Курії П'єтро покликав його попередник і співвітчизник Урбан VI, який призначив його кардиналом-дияконом Церкви святого Юрія у Велабро 21 грудня 1381 року та кардиналом-священиком Церкви святої Анастасії в травні 1385 року. На єпископа П'єтро рукоположив палестринський кардинал Франческо Морікотті Прін'яні, небіж Урбана VI.
Після тривалого конклаву в Римі 2 листопада 1389 року неаполітанський кардинал, який досі представляв себе як абсолютно невизначену особистість, був обраний компромісним кандидатом тринадцятьма кардиналами, і 9 листопада був коронований.

### Папство. Боротьба з антипапами

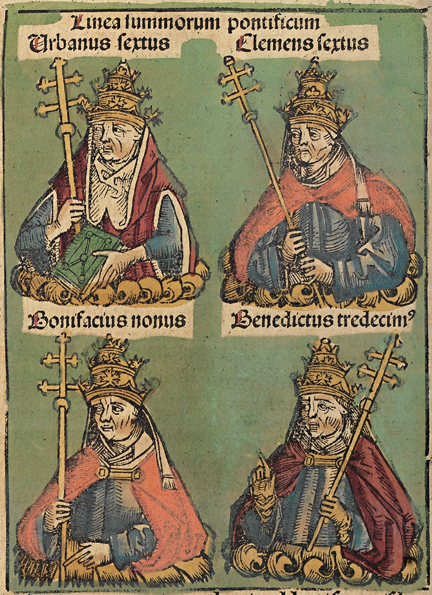
папи Урбан IV і Боніфацій IX, й антипапи Климент VI і Бенедикт ХІІІ (Нюрнберзька хроніка, 1493).

2 листопада 1389 року його обрали новим папою, наступником покійного Урбана VI. Боніфацій IX не мав належної теологічної освіти й навичок у веденні справами Римської Курії, але за своєю природою був тактовним і розсудливим. Його твердий характер і м'які манери багато в чому сприяли відновленню поваги до папства в Священній Римській імперії, Англії, Угорщині, Польщі та більшій частині Італії.
Обрання відбулося в умовах розколу церкви: в Авіньйоні під французькою опікую сидів антипапа Климент VII. Боніфацій відлучив його від церкви невдовзі після свого обрання, а в свою чергу Климент відлучив його від церкви.
За день до обрання папи, 1 листопада 1389 року антипапа Климент VII коронував неаполітанським королем французького принца Людовіка Анжуйського. У відповідь Боніфацій заступився за юного Ладіслава, спадкоємця Карла III Неаполітанського та Маргарити Дураццо, і 29 травня 1390 року коронував його королем Неаполя в Гаеті. Протягом наступного десятиліття папа ефективно допомагав йому вигнати анжуйські сили з Італії.
У 1392 р. Боніфацій намагався, але марно, налагодити тісніші стосунки з антипапою Климентом для відновлення церковної єдності. Антипапа помер 16 вересня 1394 року, а вже 28 вересня його змінив кардинал Педро де Луна як антипапа Бенедикт XIII.
Розкол продовжувався і поглиблювався. На боці авіньйонських пап були королівські двори Франції, Неаполя, Шотландії, частково Німеччини. Папу, який перебував у Римі, підтримували Англія, Португалія і Угорщина. Інші країни зберігали нейтралітет.
Папа завжди відкидав пропозицію зректися престолу, навіть якщо її підтримували головні члени його церкви, наприклад Річард II Англійський (1396), Франкфуртський сейм (1397) і король Німеччини і Богемії Венцеслав IV (Реймс, 1398).
Боніфацій IX не зміг ліквідувати схизму.

### Папська держава
Під час свого правління Боніфацій ліквідував муніципальну незалежність Риму і встановив верховенство папи. Він забезпечив остаточне приєднання римлян в 1398 році, заново зміцнивши Римський замок святого Ангела, мости та інші точки. Він також перейняв порт Остії від її кардинала-єпископа.
У Папській державі Боніфацій поступово відновив контроль над головними фортецями та містами, і є справжнім творцем цієї держави в XV столітті. Через невірність і насильство римлян він часто проживав у Перуджі, Ассізі та інших місцях.
Для стабілізації фінансів Папської держави запровадив анати — щорічні високі податки на користь папської скарбниці. Вираз «боніфацієві анати» став іншою назвою для позначення жорстоких поборів. Також папа дозволив продаж бенефіціїв та індульгенцій для вирішення питань заборгованості Римської курії.

### Ювілеї
Під час правління Боніфація в Римі відзначали два ювілеї. Перший відбувся в 1396 році згідно з розпорядженням його попередника Урбана VI, і його відвідували переважно представники з Німеччини, Угорщини, Польщі, Богемії та Англії. Кілька міст Німеччини отримали привілеї ювілею, але проповідування індульгенцій спричинило зловживання та нав'язування з боку неакредитованих агентів папи, так що він був змушений діяти проти них суворо. Ювілей 1400 року привернув до Риму великі натовпи паломників, особливо з Франції. Незважаючи на згубну чуму, Боніфацій залишився на своїй посаді.

### Покаянники
Наприкінці 1399 р., особливо в Провансі та Італії, виникли групи покаяників, відомі як б'янкі, або альбаті (Білі покаяники). Вони ходили процесією від міста до міста, одягнені в білий одяг, із закритими обличчями, лише очі були відкритими, і носили на спині червоний хрест. Деякий час їхній покаянний ентузіазм мав певні результати. Після того, як вони задовольнили свій духовний запал у Римі, Боніфацій поступово відкинув ці блукаючі натовпи, легку здобич агітаторів і змовників, і нарешті їх розпустив.

### Зовнішня політика

#### Англія. Вікліф
В Англії антипапська агресивність Вікліфа посилила опозицію як корони, так і духовенства методам Боніфація щодо надання таких англійських бенефіцій, які стали вакантними в Римській курії через смерть або підвищення чинного президента. Парламент неодноразово підтверджував і продовжував дію статутів провізорів і премунірів Едуарда III. Боніфацій рішуче протестував, особливо в 1391 році, але зрештою виявив, що не може виконати свої дарування без згоди та санкції короля. Тим не менш, на Лондонському синоді (1396 р.) англійська церква засудила антипапські вчення Вікліфа, а в 1398 р. Оксфордський університет, за консультацією Річарда II, видав впливовий документ на користь Боніфація, а в 1390 р. і знову у 1393 р. духовні пери підтримали право папи відлучати від церкви навіть тих, хто підкорявся статуту провізорів.

#### Німеччина
У Німеччині курфюрсти скинули в Рензі (20 серпня 1400 р.) негідного Венцеслава, короля римлян, і обрали на його місце Руперта, герцога Баварії та Рейнського пфальцграфа. У 1403 році Боніфацій відмовився від свого невизначеного ставлення до обох, схвалив усунення Венцеслава, як було зроблено папською владою, і визнав обрання Руперта.

#### Візантія
У 1398 і 1399 роках Боніфацій звернувся до християнської Європи із закликом допомогти візантійському імператору Мануїлу ІІ проти турецького султана Баязида І, який обложив Константинополь.
12 січня 1401 року папа затвердив своїм посланцем монаха-бенедиктинця Августина Ундського (Augustinus de Undinis) до Норвегії, Данії та Швеції, а також німецьких діоцезій Лозани, Бамберга, Мейсена, Любека і Камміна з метою проповідувати там хрестовий похід проти турків.

#### Польща. Литва. Пруссія
Підтримав Польщу в конфлікті з Тевтонським орденом, заборонив йому нападати на Литву.
У 1391 і 1398 роках папа видав охоронні булли для Гнєзненського архієпископства і Віленського єпископства.

#### Русь-Україна
1390 році Боніфацій IX своєю буллою підтвердив надання Олеського замку католицькій Галицькій архієпископії, яка володіла ним з 1377 року, за наказом Владислава Опольського.
У папській буллі 1390 року до перемишльського єпископа вперше згадується Рогатин.
1397 року Боніфацій IX віддав наказ з'ясувати причини незадоволення населення Галицької землі десятинами.

#### Скандинавія
Боніфацій IX підтримував данську королеву Маргариту І як «королеву Данії, Швеції і Норвегії». 29 березня 1401 року він благословив її на відновлення усіх її володінь в межах трьох королівств

#### Північна Африка
1390 року Боніфацій IX благословив Берберський хрестовий похід генуезців проти північноафриканських піратів в Іфрикії.

### Освіта

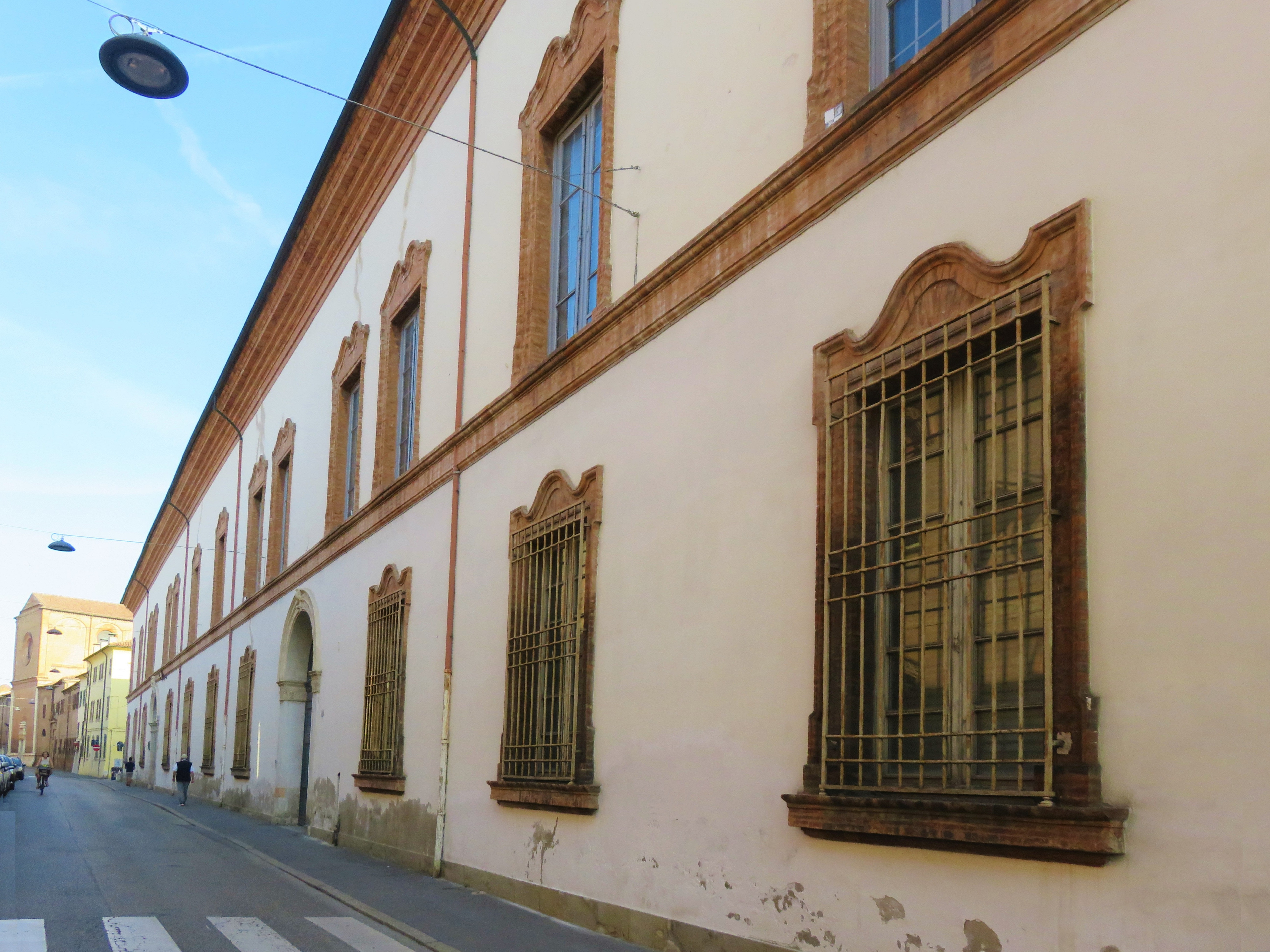
Феррарський університет, відкритий Боніфацієм ІХ.

У 1389 і 1394 роках Боніфацій IX надав привілеї Кельнському університету.
1391 року Боніфацій IX дав дозвіл на відкриття Феррарського університету, що був фундований феррарським маркізом Альбертом V. 1398 року папа видав такий же дозвіл на відкриття університету в Фермо.
1392 року Боніфацій IX надав підтвердження для діяльності Ерфуртського університету, а також сприяв розвитку і Гейдельберзького університету.
1396 року Боніфацій IX дав дозвіл на відкриття угорського університету в Буді.
1397 року Боніфацій IX заснував богословську кафедру в Краківській академії.
10 грудня 1402 року Боніфацій IX дав дозвіл на відкриття Вюрцбурзького університету, відкритого єпископом Йоганном Еглофшайнським.

### Свята. Канонізації
1389 року Боніфацій IX наказав відзначати свято Відвідини Пресвятої Діви Марії Єлизаветою по всій Католицькій Церкві. Зараз у Церкві відзначається 31 травня.
7 жовтня 1391 року Боніфацій IX канонізував Бридгіту Шведську.

### Смерть
У 1404 році Бенедикт XIII відправив останнє зі своїх посольств до Боніфація, який прийняв агентів Бенедикта 29 вересня, але співбесіда закінчилася несприятливо. Папа, дуже роздратований, зліг у ліжко від токсичного зобу і помер після хвороби, яка тривала два дні.
Боніфацій IX похований у Ватиканських гротах Базиліки святого Петра в Римі.

## Сім'я

Родовий герб Боніфація

- Батько: Джакомо Томачеллі (Giacomo)[7].
- Матір: Гатрімола Філімаріні (Gatrimola Filimarini)[7].

## Оцінки
Сучасні та пізніші хроністи вихваляють політичні чесноти Боніфація, а також чистоту його життя та велич його духу.
Дехто, як-от Дітріх Ніхаймський, звинувачує його в надмірній любові до грошей, нечесній торгівлі бенефіціями, продажі розпоряджень тощо. Але Дітріх не є безстороннім письменником, і Рейнальдус звинувачує його в озлобленості та несправедливості (acertus et iniquis). На його пліткарських сторінках не вистачає належної оцінки труднощів, які оточували Боніфація: місцеві джерела доходів, втрачені через тривалу відсутність папства в Римі, іноземні доходи, що зменшилися через розкол, надзвичайні витрати на відновлення папського Риму та відвоювання Риму. Папська область, постійні війни, викликані амбіціями Франції, успадкування фінансових методів Авіньйону та обов'язок примирення прихильників в Італії та за її межами. Боніфацій нічого не шукав для себе і помер бідним.
Його також звинувачують у кумівстві, і він, звичайно, щедро забезпечував свою матір, братів і племінників. Проте можна сказати, що в напіванархічних умовах того часу хороший уряд залежав від такої особистої підтримки, яку міг зібрати й утримати світський правитель, тобто міг винагородити, тоді як вірність найкраще забезпечувалася тісними домашніми зв'язками.
Боніфацій був першим папою, який запровадив форму доходу, відому як annates perpetuæ, або резервування половини плодів першого року кожного бенефісу, наданого римським двором, на додаток до інших традиційних витрат. Треба пам'ятати, що в той час кардинали претендували на значну частину цих доходів, тож курія, мабуть, була більш відповідальною, ніж папа, за нові фінансові методи, яким у наступному столітті судилося розбудити гіркі почуття проти Риму, особливо в Німеччині.

## В культурі

### Мистецтво

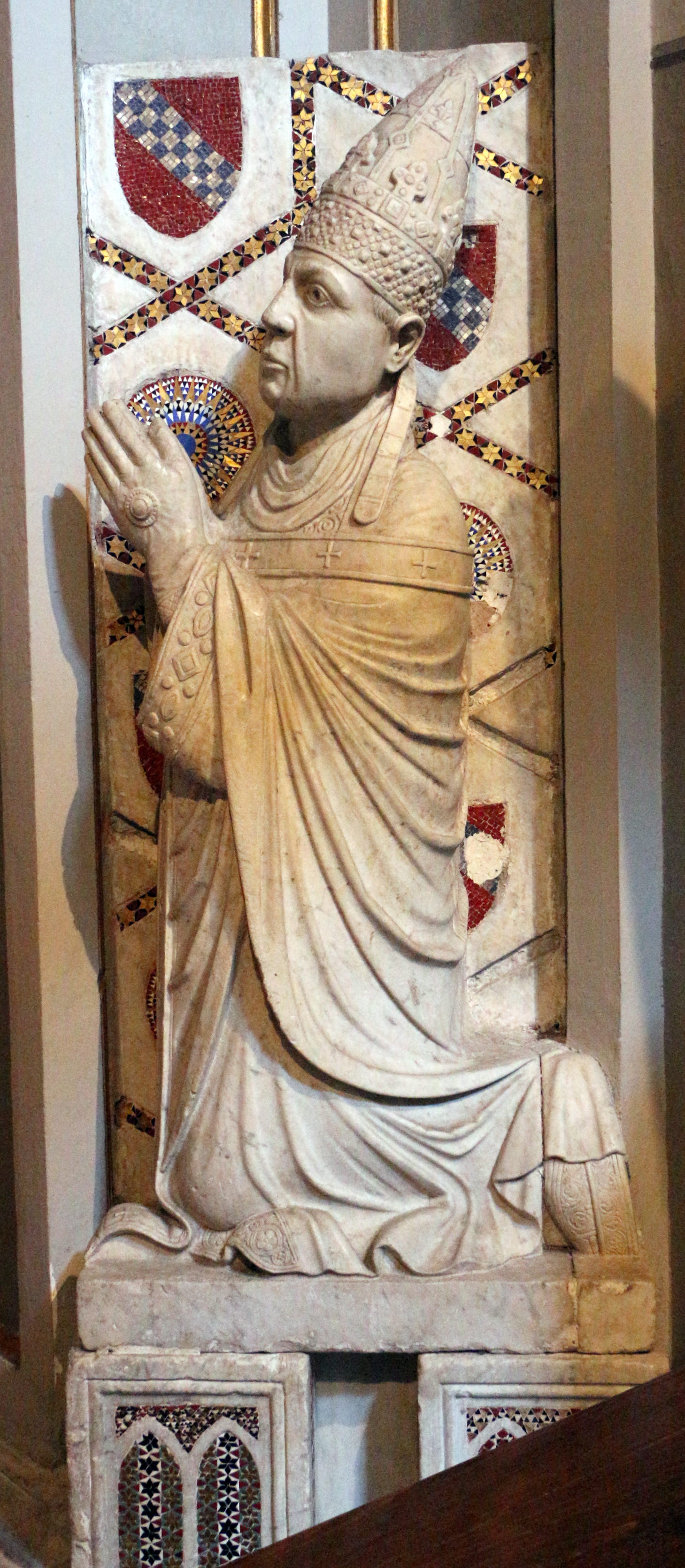
1390-1410
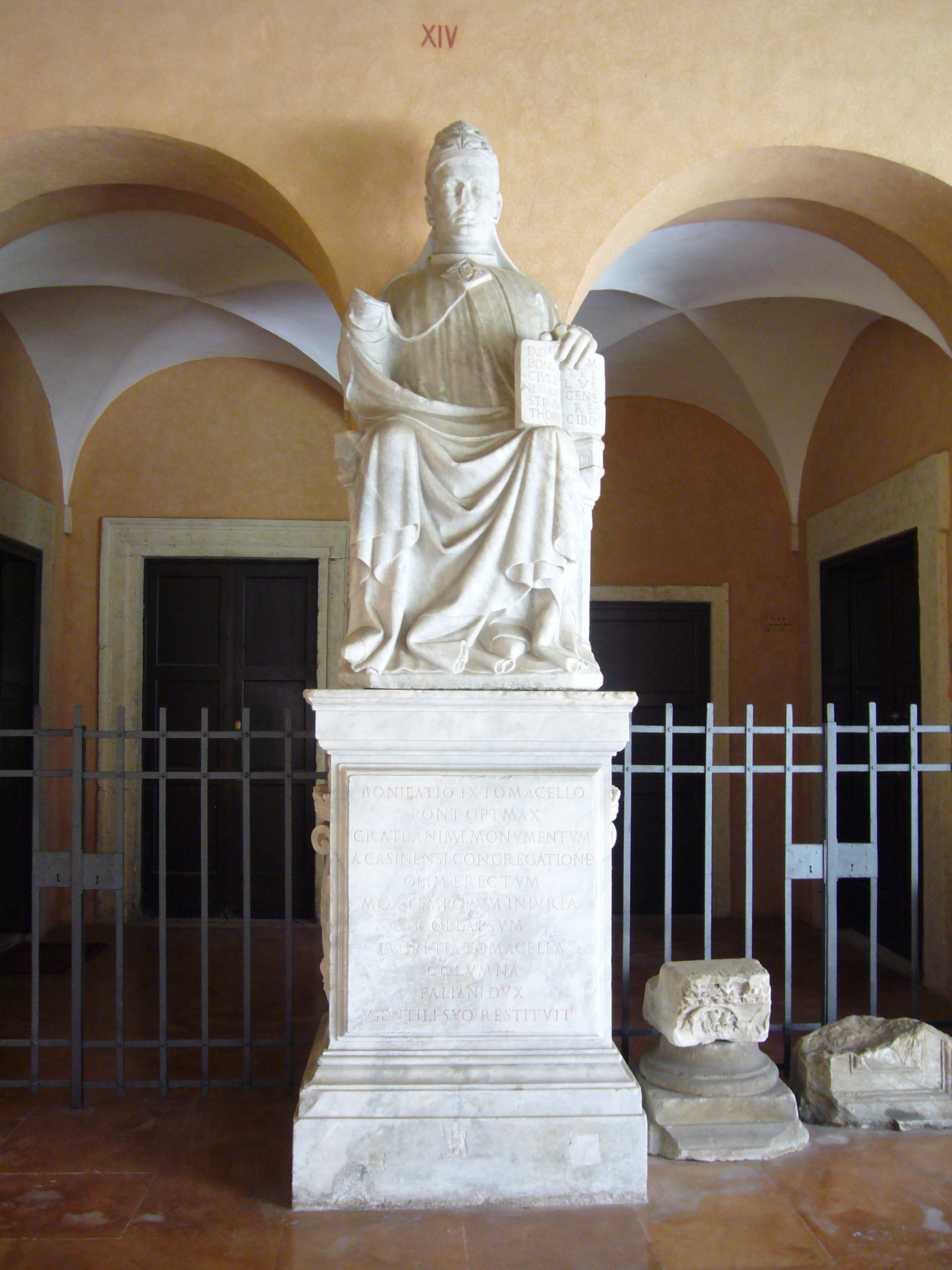
XIX ст.
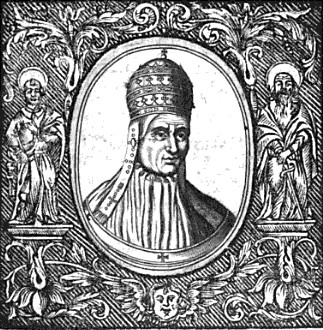
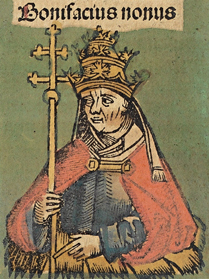
1493
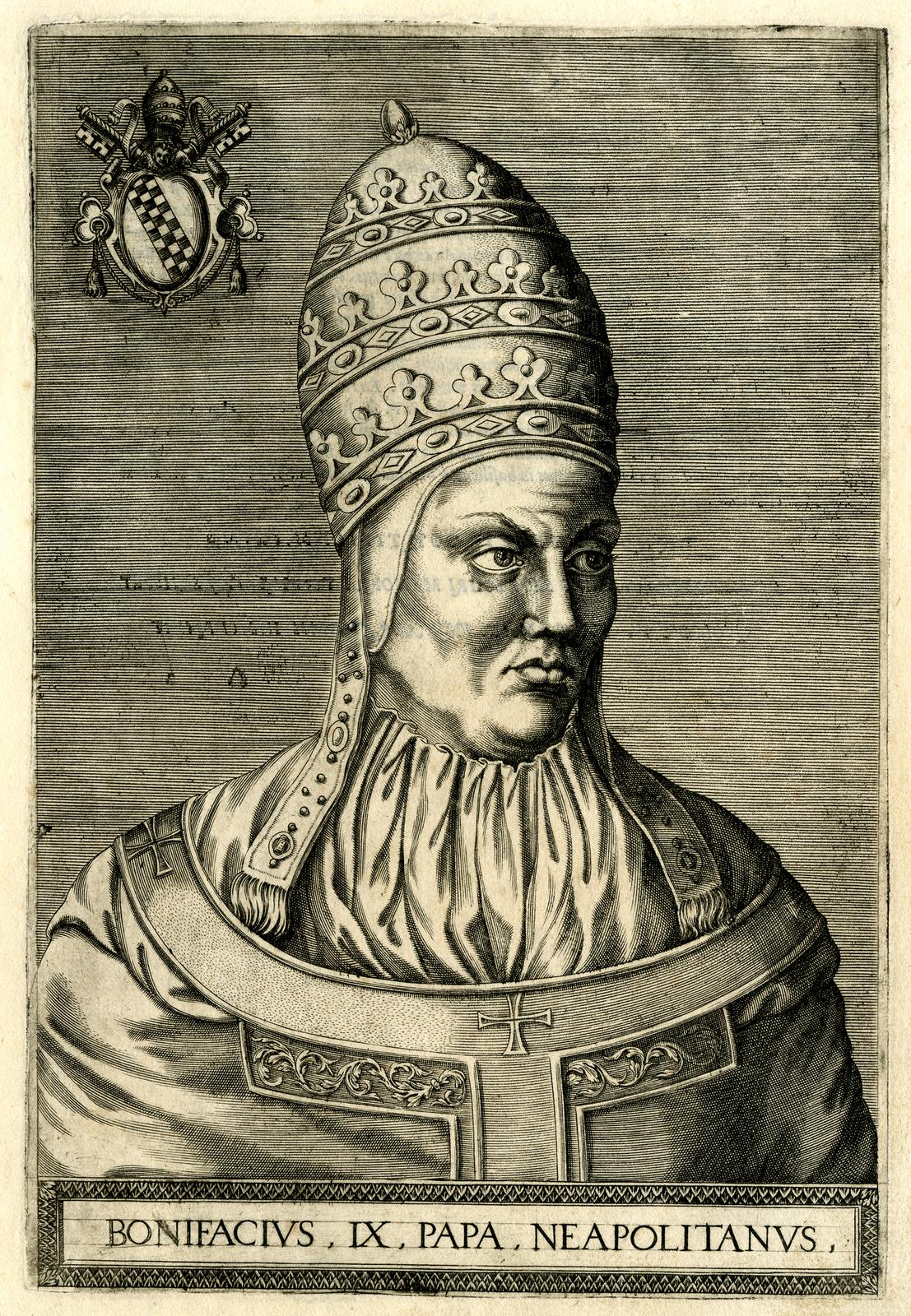
1568
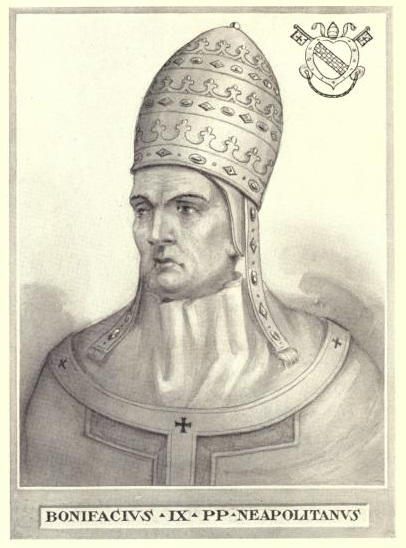
1842
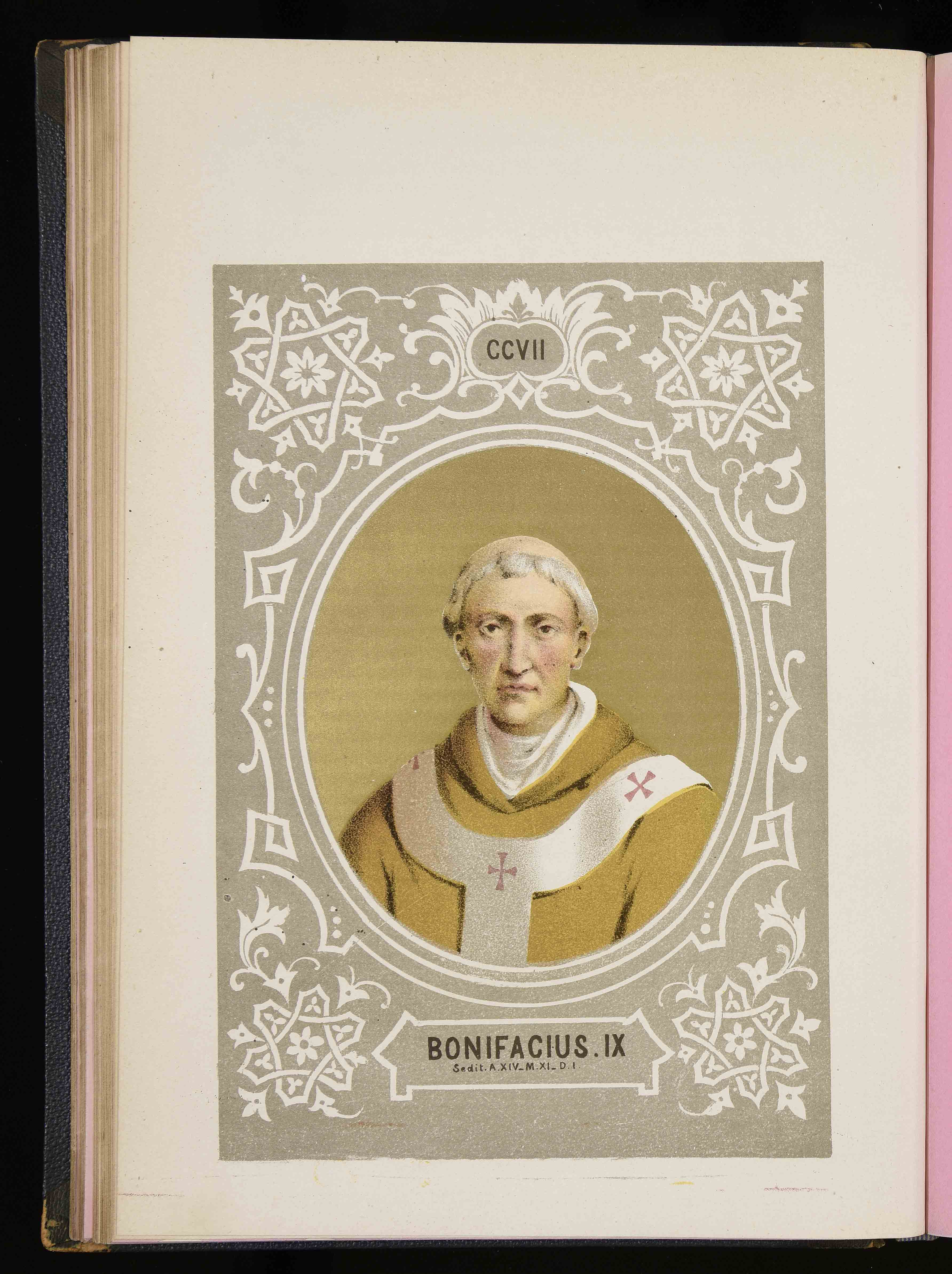
1879
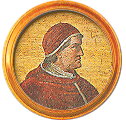

### Топоніміка
В італійському місті Лечче на честь Боніфація IX названа маленька площа (італ. Piazzetta Bonifacio IX).

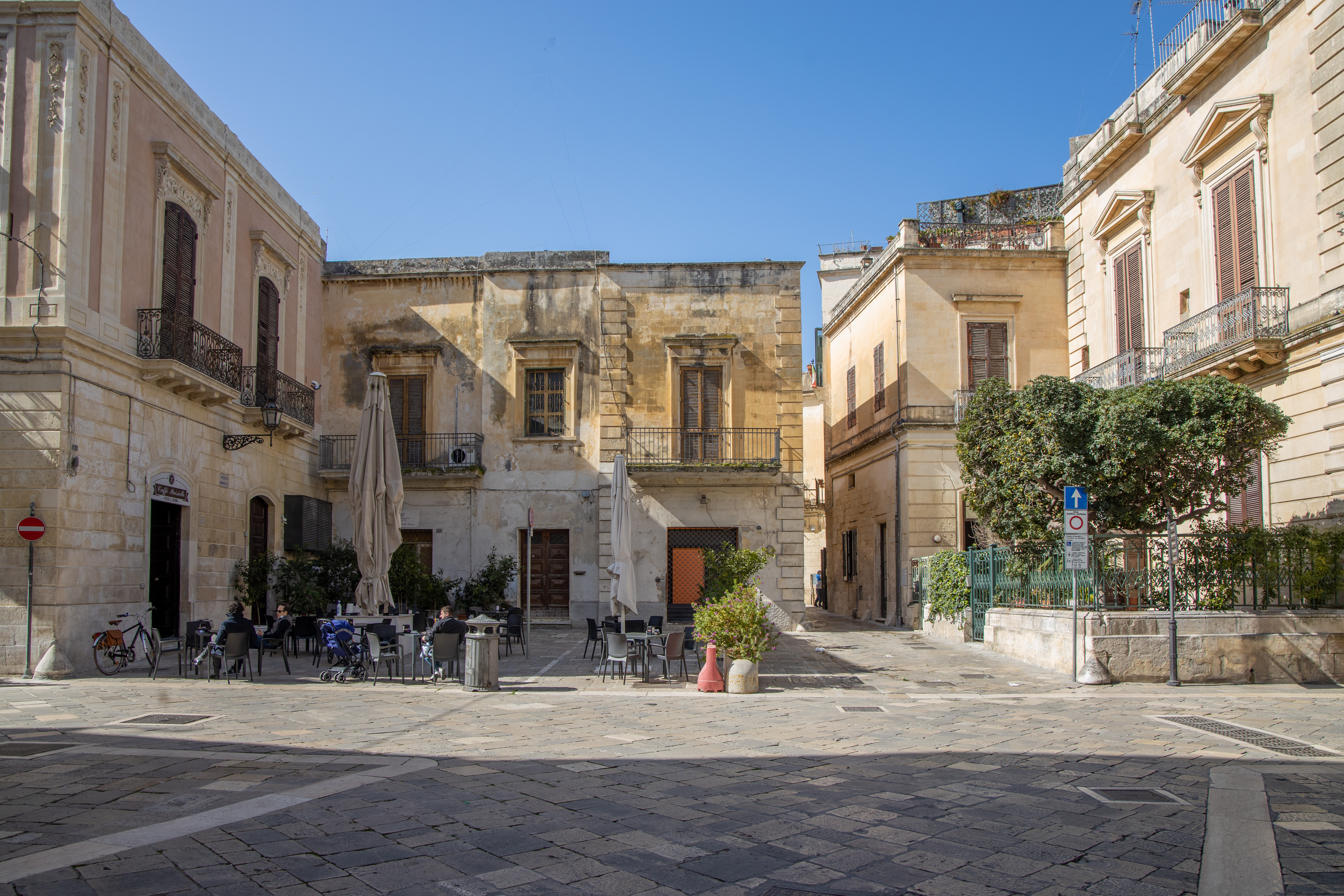
Площа Боніфація IX

### Відео-ігри
- Згадується в грі Kingdom Come: Deliverance (2018)[20]

### Монографії. Статті
- GOBELINUS PERSONA, Cosmidromius (Cosmodromium), ed. JANSEN (1904)
- RAYNALDUS, Ann. eccl. ad. ann. 1389—1404, containing many important documents; others are found in D'ACHÉRY, Spicilegium (Paris, 1655), MARTÊNE AND DURAND, Thesaur. nov. anecdotorum (Paris, 1717); Vet. Script. coll. ampliss. (Paris, 1724); Vita Bonifatii IX, in MURATORI, Rev. Ital. Script., III, ii, 830 sqq.
- Liber Pontificalis, ed. DUCHESNE, II, 507, 530, 549; the histories of the city of Rome by GREGOROVIUS and by VON REUMONT; JUNGMANN, Dissert. Selecta (1886) VI, 272
- CREIGHTON, A History of the Papacy during the Period of the Reformation (London, 1892), I, 98-161
- PASTOR, History of the Papacy
- LINGARD, History of England, III, c. iv
- ERLER, Die historischen Schriften Dietrichs von Nieheim (Leipzig, 1887)
- HEFELE, Conciliengesch., VI, 812 sqq.
- N. VALOIS, La France et le grand schisme d'Occident (Paris, 1896—1902)
- ROCQUAIN, La Cour de Rome et l'esprit de réforme avant Luther (Paris, 1897)
- M. JANSEN, Papst Bonifatius IX. und seine Beziehungen zur deutschen Kirche (Freiburg, 1904). For the Bulls of Boniface concerning Hungary see Mon. Vaticana hist. regni Hung. illustr. (Budapest, 1888), Ser. I, III, 1389-96
- KROFTA, Acta Urb. VI. et Bonif. IX, p. I, in Mon. Vaticana res gestas Bohemiæ illustrantia (Prague, 1903), V.

### Довідники
- Bautz, Friedrich Wilhelm. Bonifatius IX. // Biographisch-Bibliographisches Kirchenlexikon., Sp. 692–692}}. (стаття)
- Esch, Arnold. BONIFACIO IX, papa. // Dizionario Biografico degli Italiani. Т. Rome. Istituto dell'Enciclopedia Italiana, 1970, Vol. 12. с. 170—183. {{cite book}}: Недійсний |nopp=y. (довідка)
- Esch, Arnold. Bonifacio IX. //  Enciclopedia dei Papi. Rome: Istituto della Enciclopedia Italiana, Vol. 2, Rome, 2000, pp. 570–581.
- Fischer-Wollpert, Rudolf. Leksykon papieży. Kraków: Znak, 1996, s. 115.
- Kelly, John. Encyklopedia papieży. Warszawa: Państwowy Instytut Wydawniczy, 1997, s. 321—324.
- Oestereich, Thomas. Pope Boniface IX // The Catholic Encyclopedia. Vol. 4. New York: Robert Appleton Company, 1907.
- Schwaiger, Georg:  Bonifatius IX // Lexikon des Mittelalters. München, Zürich: Artemis & Winkler, 1983. Band 2. S. 416–417.
- Боніфацій IX // Велика українська енциклопедія. Київ, 2016.